# Liste des stations Kedzie
Pour les articles homonymes, voir Kedzie.
Liste des stations du métro de Chicago nommées Kedzie : 
- Ligne bleue sur la Congress Branch : Kedzie-Homan
- Ligne orange: Kedzie sur la Midway Branch.
- Ligne brune: Kedzie sur la Ravenswood Branch.
- Ligne rose: Kedzie sur la Douglas Branch.
- Ligne verte: Kedzie sur la Lake Branch.